# 파티마의 기적 (2020년 영화)
《파티마의 기적》(영어: Fatima, 포르투갈어: Fátima)은 미국과 포르투갈에서 제작된 마르코 폰테코르보 감독의 2020년 드라마 영화이다. 조아킹 드알메이다, 하비 카이텔 등이 출연하였고, 로즈 갱구자 등이 제작에 참여하였다.
이 영화는 1917년 있었던 파티마의 성모 사건에 기반을 두었다.

## 출연
- 조아킹 드알메이다
- 고란 비슈니치
- 루시아 모니스
- 마르쿠 달메이다
- 조아나 히베이루
- 소니아 브라가
- 하비 카이텔
- 알바 바프티스타

## 기타 제작진
- 배역: 카밀라발렌티네 이솔라
- 미술: 크리스티나 오노리
- 의상: 다니엘라 치안치오

## 같이 보기
- 2020년 영화